# Ipogeo di Piagge
L'Ipogeo di Piagge (localmente detto Grotta Ipogeo o anche Grotta Ipogea, oppure "Tomba segreta") è un ambiente sotterraneo situato in prossimità dell’ingresso medievale del castello di Piagge, nel comune di Terre Roveresche, in provincia di Pesaro e Urbino, tornato alla luce nel 1996.

## Descrizione
L'ambiente è strutturato in maniera simmetrica e sono presenti dei motivi rilevati a carattere geometrico sia nelle pareti sia nelle volte. La disposizione del luogo, la pianta e le raffigurazioni hanno permesso di ipotizzare come funzione quella di ospitare riti d'iniziazione di ordini cavallereschi o riti esoterici.
L'ipogeo è stato aperto al pubblico il 2 settembre 2016 dopo venti anni dalla sua scoperta, avvenuta nel 1996, e dopo circa quattro anni di lavori per la messa in sicurezza e restauro del locale d'ingresso alla grotta, nel quale si svolgono mostre ed esposizioni di vario genere.

## Galleria d'immagini

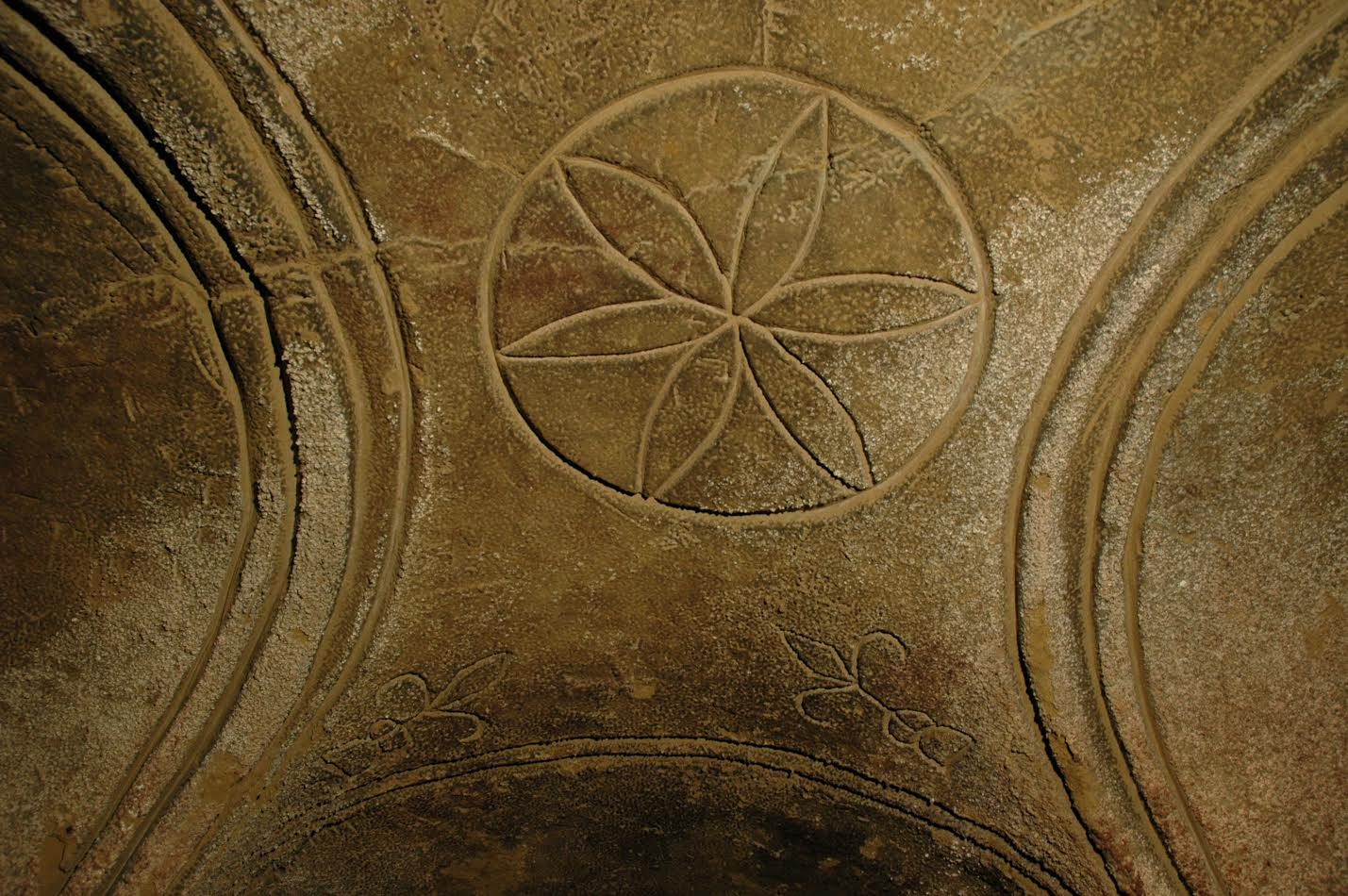
Particolare delle decorazioni
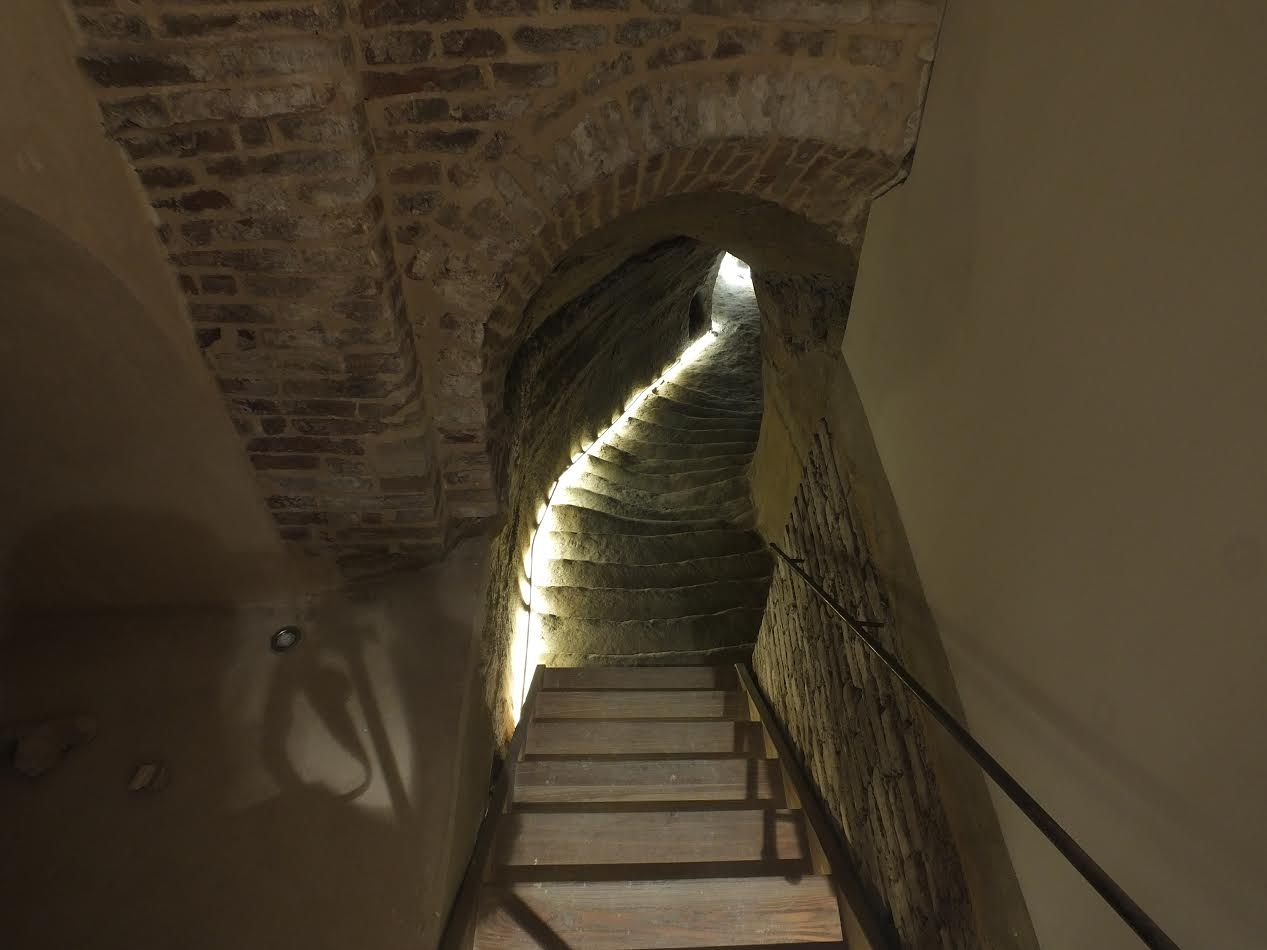
Accesso alla grotta
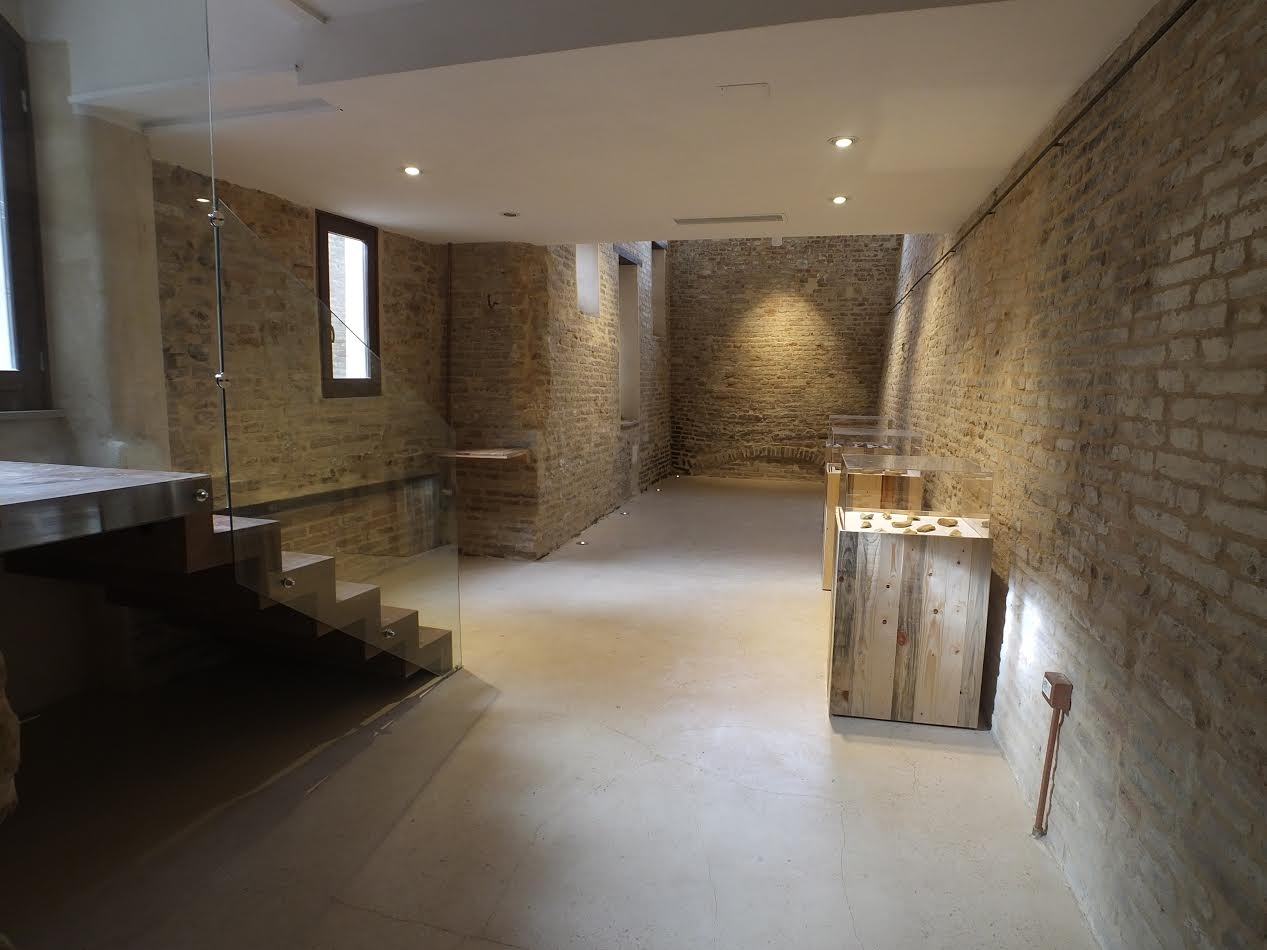
Sala espositiva d'ingresso alla grotta